# Lyngvig Fyr
Lyngvig Fyr är en angöringsfyr vid Nordsjön i Jylland. Den byggdes 1906 på Holmsland Klit mellan Søndervig och Hvide Sande i nuvarande Ringkøbing-Skjerns kommun i Region Mittjylland.  
Tornet är 36 meter högt och står på en 17 meter hög strandklint. Fyrlampan finns på 53 meters höjd och lyser med ett roterande vitt blink var femte sekund. Upp till utsiktsplattformen är det 159 steg. 
Från början hade fyren gasbelysning från ett litet gasverk i en skjul bredvid tornet. Från 1920 användes petroleum och från 1946 elektricitet i eget likströmselverk. År 1955 anslöts fyren till det fasta elnätet och 1965 automatiserades den. Lyngvig Fyrs utsiktsplattform har ända från fyrens invigning varit tillgängligt för turister. 
Eftersom fyrtornet tjänade som inflygningslandmärke för allierade bombflygplan, placerade den tyska ockupationsmakten i slutskedet av andra världskriget en sprängladdning i fyren. Fyrmästaren evakuerade sitt bostadshus, men laddningen bringades aldrig att detonera. 
Fyren ägs idag av Ringkøbing-Skjern Museum.

## Bildgalleri

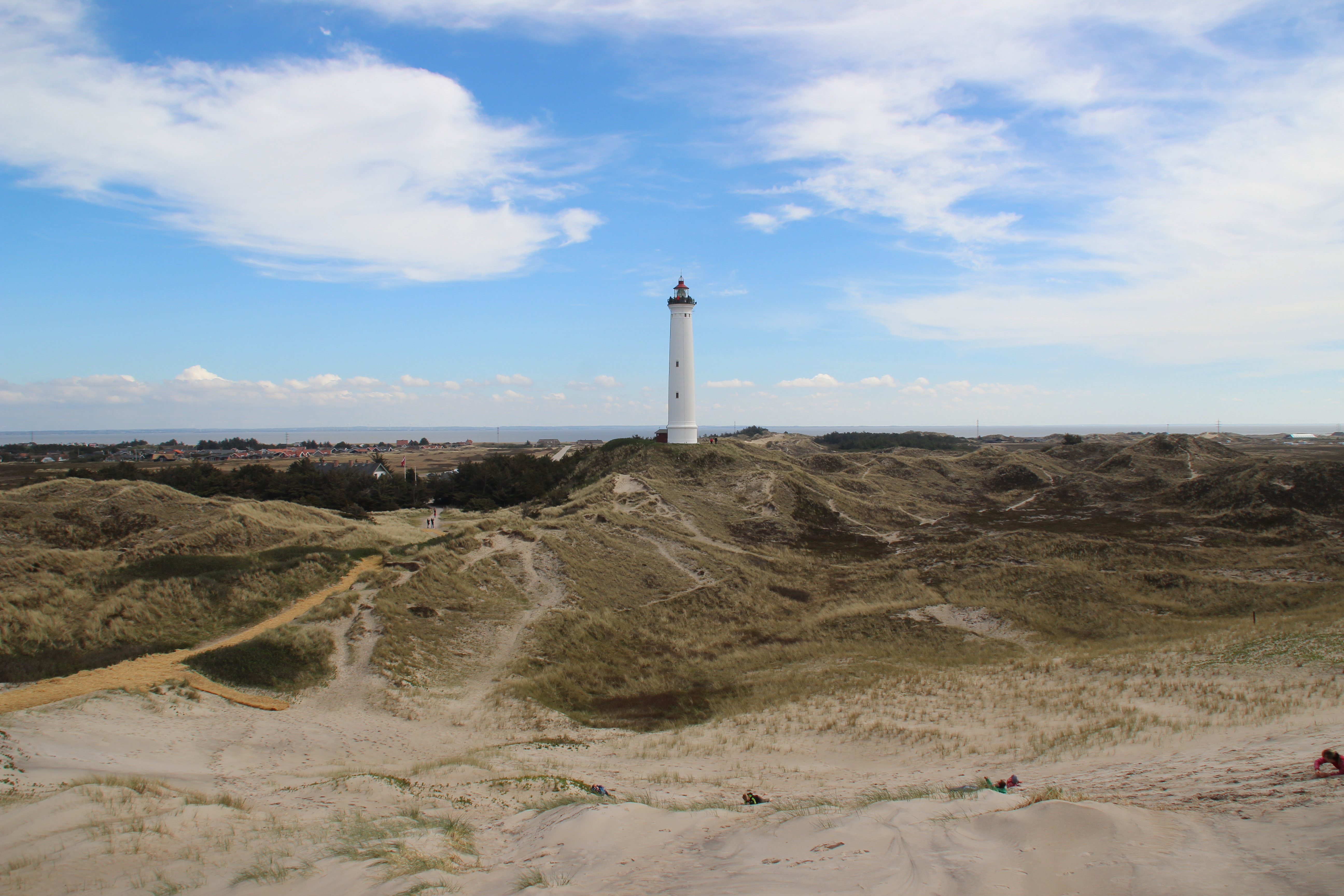
Vy över Holmsland Klit med Lyngvig Fyr
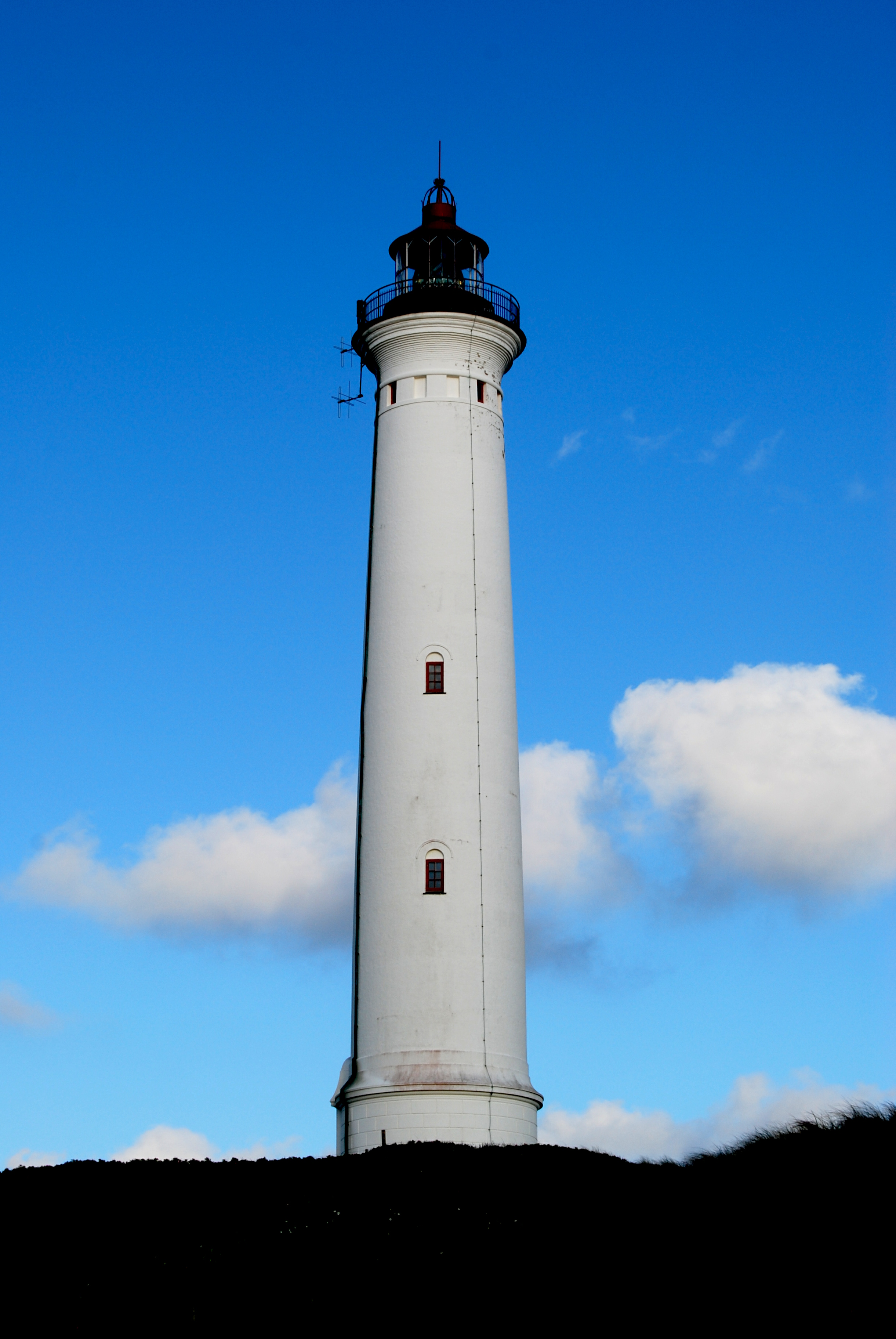
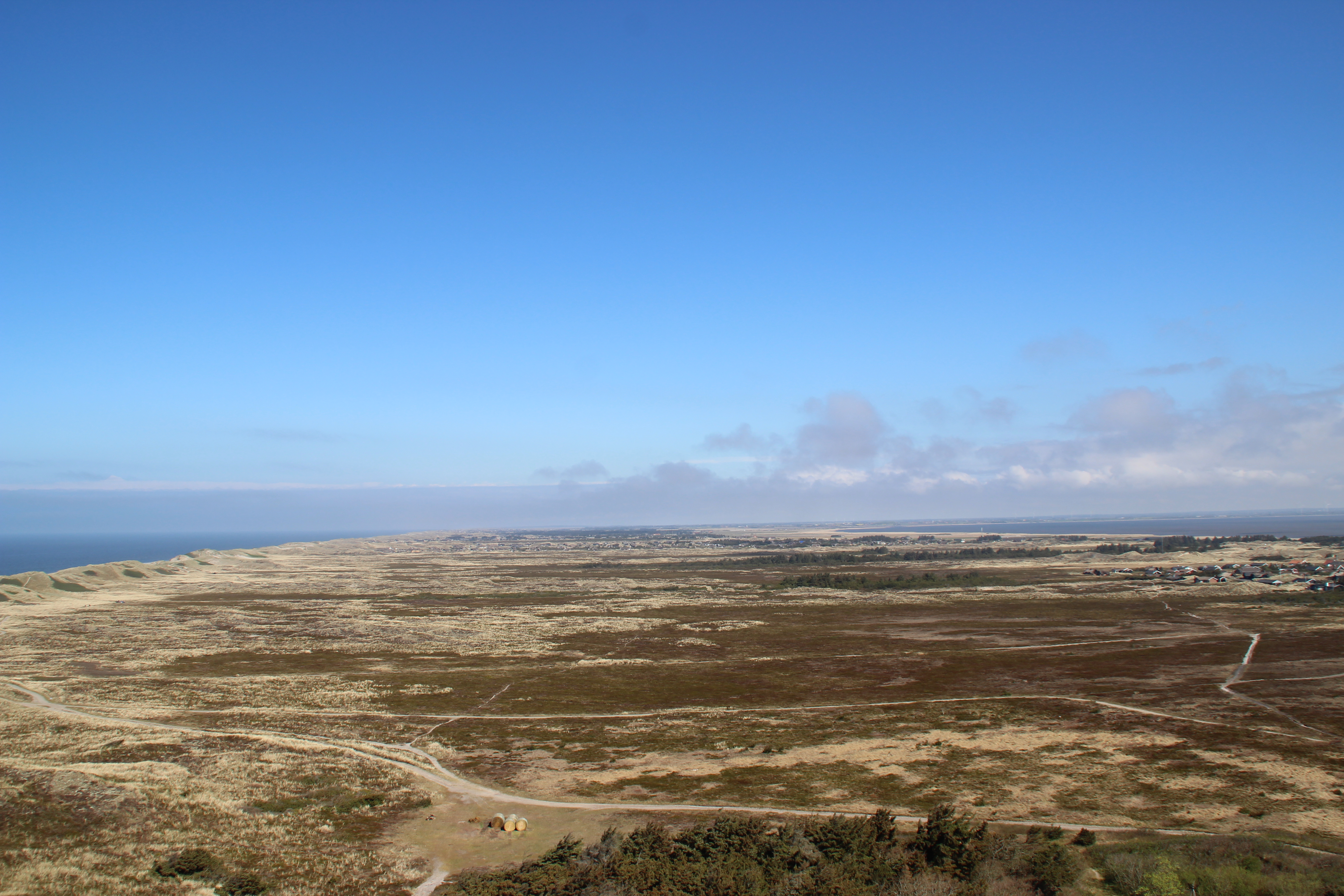
Vy från fyrtornet över Holmsland Klit norrut
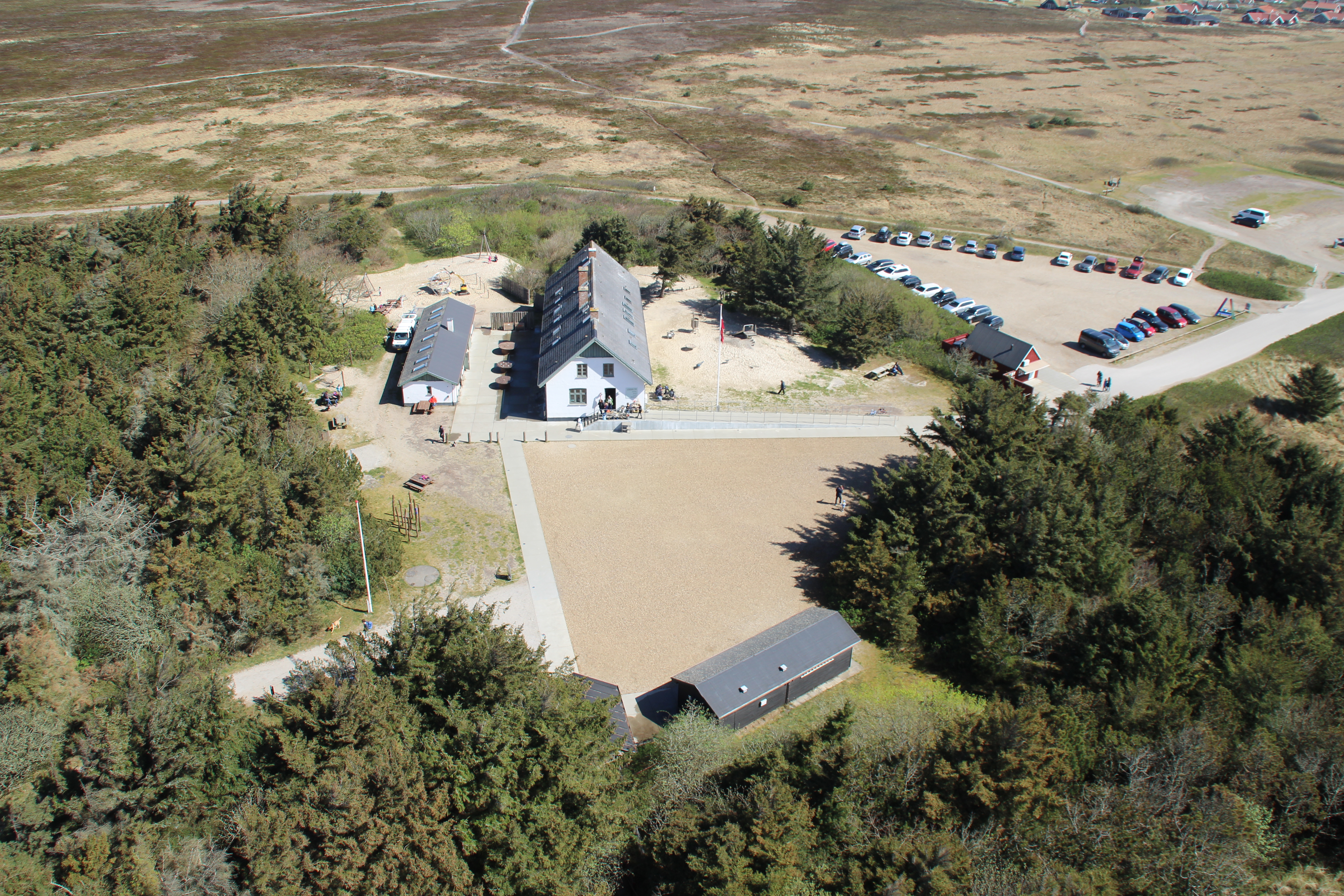
Fyrmästargården